# Inna Volyanskaya
Inna Vitalyevna Volyanskaya (Moscú, 5 de julio de 1965-Washington D. C., 29 de enero de 2025) fue una patinadora artística sobre hielo y entrenadora de patinaje artístico rusa que compitió por la Unión Soviética. Junto a Valery Spiridonov ganó seis medallas internacionales, incluido el oro en el Trofeo Nebelhorn de 1982.

## Carrera
La pareja Volyanskaya/Spiridonov ganó plata en el St. Ivel International de 1980, oro en el Blue Swords de 1980, plata en el Prague Skate de 1981, oro en el Grand Prix International St. Gervais de 1982, y oro en el Nebelhorn Trophy de 1982.  Después de retirarse de las competencias, patinaron en espectáculos sobre hielo, incluidos Torvill & Dean y Russian Allstars.
Desde 2017 hasta su muerte en 2025, Volyanskaya trabajó como entrenadora de patinaje en Virginia, Estados Unidos, en el Ashburn Ice House.

## Vida personal
Volyanskaya estaba casada con Spiridonov. 
El 29 de enero de 2025, Volyanskaya murió cuando estaba a bordo de un avión de American Airlines que chocó con un helicóptero del ejército de los EE. UU. sobre el río Potomac en Washington D. C., sin dejar sobrevivientes.